# 羅基特內 (羅夫諾州的鎮)
51°17′14″N 27°12′37″E / 51.28722°N 27.21028°E

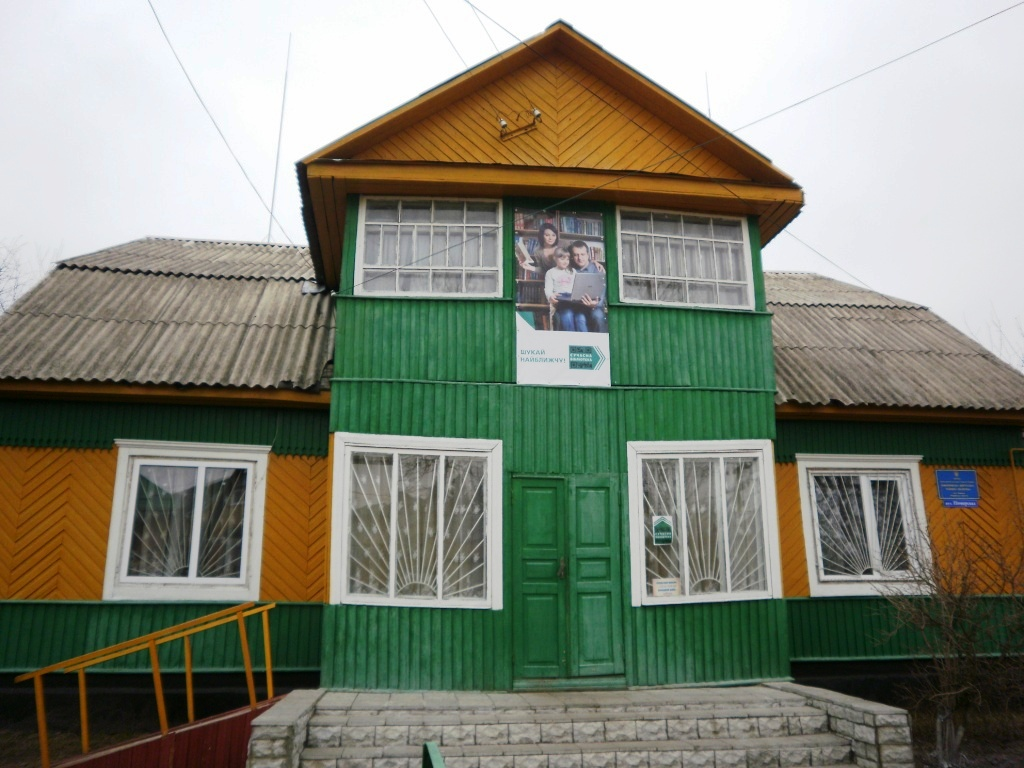
图书馆

羅基特内（羅馬化：Rokytne），又按俄语名译为罗基特诺耶，是烏克蘭羅夫諾州薩爾內區罗基特内市镇内的鎮及其行政中心。曾是原羅基特內區的行政中心。始建於1888年，面積5.52平方公里，海拔高度179米，2023年人口7,367，人口密度每平方公里1,294人。

## 備註
1. ↑  俄語：